# Enea Selis
Enea Selis (Bonorva, 26 novembre 1910 – Roma, 14 dicembre 1999) è stato un arcivescovo cattolico italiano.

## Biografia
Laureato in filosofia all'Università Cattolica di Milano, ebbe dopo la laurea la vocazione per il sacerdozio e fu ordinato il 24 settembre 1938.
Si specializzò in teologia a Friburgo.
Divenuto segretario dell'arcivescovo di Sassari, mons. Arcangelo Mazzotti, rimase a Sassari fino al 1964, svolgendo l'incarico di assistente spirituale della F.U.C.I.
Il 18 gennaio 1964 fu nominato vescovo ausiliare di Iglesias e vescovo titolare di Cesarea di Mauritania. Fu consacrato vescovo il 19 marzo dello stesso anno da Giovanni Pirastru, vescovo di Iglesias. Pirastru era stato il suo parroco a Bonorva: nonostante fosse un maestro per Selis, il giovane vescovo ausiliare ebbe un approccio diverso e meno tradizionale, cercando di valorizzare il laicato e puntando in particolare sulla pastorale della cultura; questi erano elementi di novità nella realtà della diocesi di Iglesias. Dopo il 1966 Selis divenne amministratore apostolico sede plena: a monsignor Pirastru restava il titolo di vescovo, ma Enea Selis ebbe il governo della diocesi. Realizzò allora il nuovo seminario, il cinema Santa Barbara e la nuova chiesa sul colle del Buoncammino.
Partecipò alla terza e alla quarta sessione del Concilio Vaticano II.
Durante la contestazione giovanile del 1968, fu assistente ecclesiastico generale dell'Università Cattolica del Sacro Cuore, dal 9 novembre 1968.
Nominato arcivescovo di Cosenza il 2 settembre 1971 da papa Paolo VI, fu preposto all'assistenza della nascente Università della Calabria.
Si dimise il 30 ottobre 1979 e da allora visse a Roma come canonico del capitolo vaticano fino alla morte.

## Genealogia episcopale e successione apostolica
La genealogia episcopale è:
- Cardinale Scipione Rebiba
- Cardinale Giulio Antonio Santori
- Cardinale Girolamo Bernerio, O.P.
- Arcivescovo Galeazzo Sanvitale
- Cardinale Ludovico Ludovisi
- Cardinale Luigi Caetani
- Cardinale Ulderico Carpegna
- Cardinale Paluzzo Paluzzi Altieri degli Albertoni
- Papa Benedetto XIII
- Papa Benedetto XIV
- Cardinale Enrico Enriquez
- Arcivescovo Manuel Quintano Bonifaz
- Cardinale Buenaventura Córdoba Espinosa de la Cerda
- Cardinale Giuseppe Maria Doria Pamphilj
- Papa Pio VIII
- Papa Pio IX
- Cardinale Alessandro Franchi
- Cardinale Giovanni Simeoni
- Cardinale Antonio Agliardi
- Vescovo Giacinto Arcangeli
- Cardinale Giuseppe Gamba
- Cardinale Maurilio Fossati, O.SS.G.C.N.
- Vescovo Giovanni Pirastru
- Arcivescovo Enea Selis

La successione apostolica è:
- Vescovo Augusto Lauro (1975)